# Переяславське староство
Переяславське староство — колишня адміністративно-територіальна одиниця у складі Київського воєводства Речі Посполитої.

## Історія
Станом на ХVІ ст. колишні землі Переяславського князівства були спустошені і вкрай малозаселені після монгольської навали на Русь. Внаслідок занепаду свого головного адміністративного центру — Переяслава, регіон за часів Великого князівства Литовського і Руського входив у склад Київського староства, а з кінця XV ст. Черкаського староства Київського воєводства.
Відродження цих земель формально розпочалось 6 березня 1585 р., коли король Стефан Баторій надав князю та воєводі київському Костянтину Острозькому привілей «на осажнование мъста Переяславля». За цією грамотою князь мав право «вь томъ то Переяславлю замокъ збудовати» на теренах давнього дитинця, що він і зробив звівши дере'вяно-земляну фортецю. Відновлене королівське місто швидко відродилось й отримало магдебурзьке право з власним гербом, які були підтверджені потім грамотою Сигізмунда III.. 

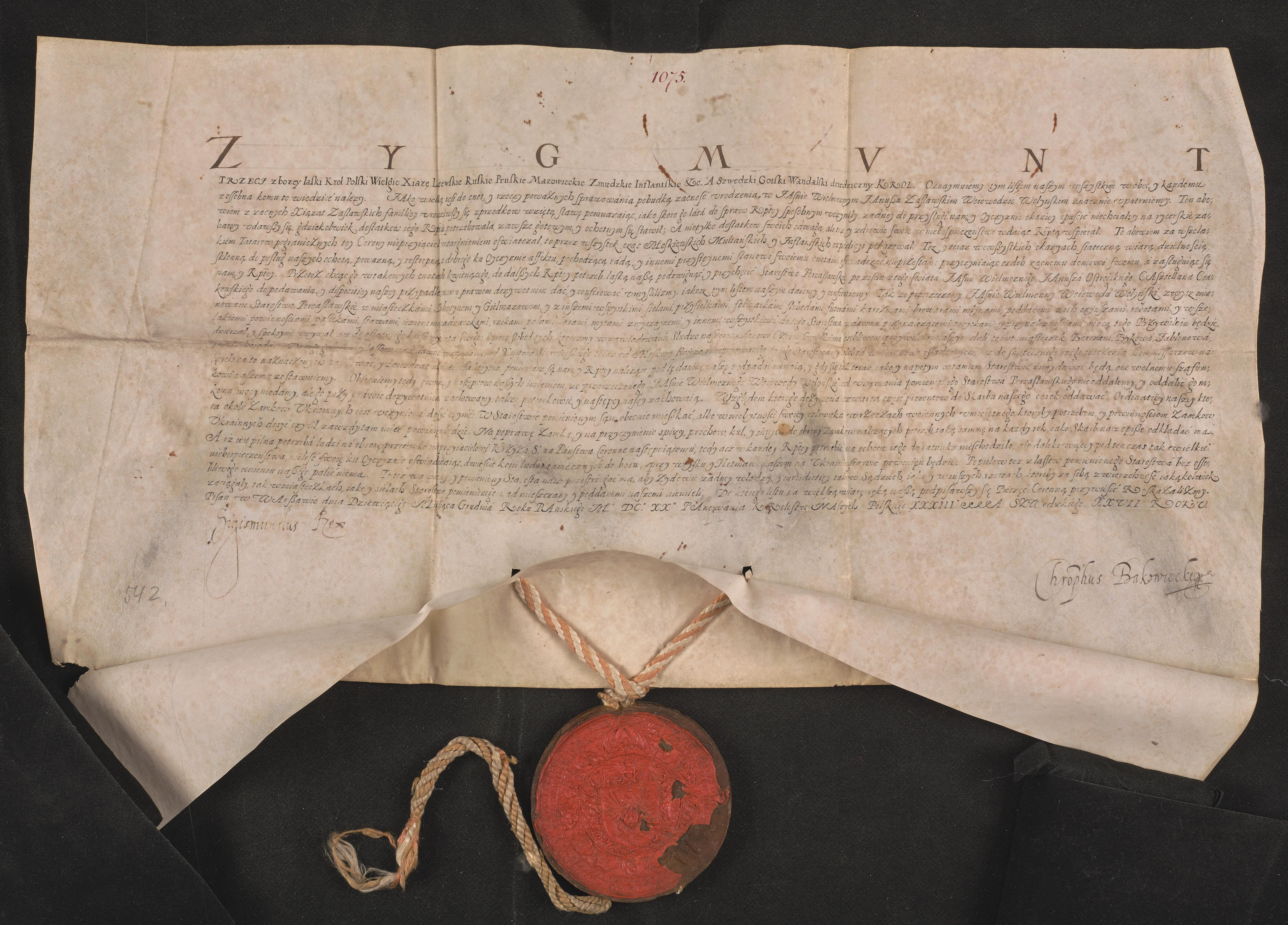
Грамота короля Сигізмунда III Вази про надання Янушу Заславському в довічне володіння Переяславського староства, 9 грудня 1620 р.

9 грудня 1620 року король Речі Посполитої Сигізмунд III Ваза дав Янушу Заславському, волинському воєводі, після смерті Януша Острозького, каштеляна краківського, в довічне володіння Переяславське староство з містами Яготин і Гельмязів і всіма приналежностями, за винятком маєтків, які він надав Яну Чернишевському, тобто міст Березань, Биків, Яблунів і Миргород.

### Селітряні добра
Після смерті в 1620 р. Януша Острозького, містечка Березань, Биков, Яблунів та Миргород були виділені зі складу Переяславського староства і привілеєм Сигізмунда III від 1620 р. передані для вироблення селітри Яну Чернишевському. Надалі селітряні промисли разом з належними до них “слободами” опиняються держанні Лукаша Жолкевського. В люстрації Переяславського староства за 1636 рік серед містечок “яким строк слободи ще не вийшов”, що належали “адміністрації селітряних добр” у володінні Жолкевського, згадуються Полтава, Жигмунтів (Устивиця), Краснопіль (В. Сорочинці), Крупіль і село Чумгак. Також в люстрації згадується “нова слобода” — містечко Гадяч з прилеглими до нього “здавна і ново осадженими” слободами. Неспівпадіння земель адміністрації селітряних добр з кордонами Переяславського староства призвело до конфлікту між Жолкевськими й Конєцпольськими з одного боку, та Вишневецькими які здавна тримали Черкаське староство. Конфлікт завершився захопленням Яремою Вишневецьким Полтави, Гадяча та інших володінь Конєцпольських. Решту земель в 1647 р. отримав Олександр Конєцпольський.

## Список старост
| 1594—1620 | Януш Острозький           |
| |                           |
| |                           |
| 1620—1629 | Януш Янушович Заславський |
| Отримав від короля у пожиттєве володіння з містечками Яготином, Гельмязовим та іншими містами й селами.                                                                                            |                           |
| |                           |
| 1629—1636 | Лукаш Жолкевський         |
| Отримав у пожиттєве володіння. В 1635 році запросив у Переяслав єзуїтів, які заснували єзуїтську школу. На утримання останньої він передав свій маєток — містечко Бубнів з приналежними околицями. |                           |
| |                           |
| 1636—1637 | Станіслав Конецпольський  |
| Отримавши переяславське староство невдовзі відступив його сину. |                           |
| |                           |
| 1637—1649 | Олександр Конецпольський  |
| |                           |